# Baie de Ringarooma
La baie de Ringarooma (en anglais : Ringarooma Bay) est une baie du nord-est de la Tasmanie, partie du détroit de Bass. Elle est nommée d'après la ville de Ringarooma.